# Vivian Campbell

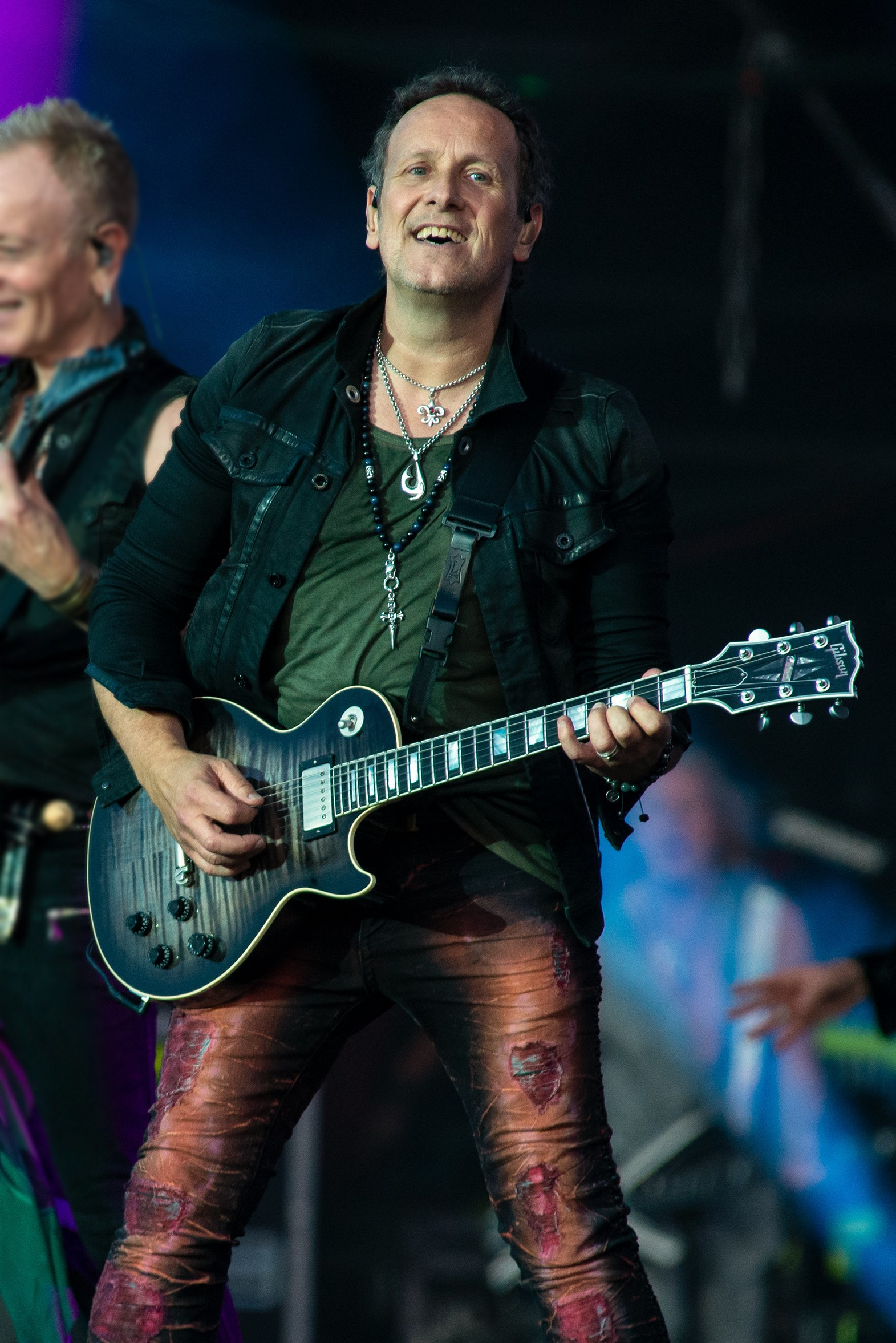
Campbell auf dem Hellfest 2019

Vivian Patrick Campbell (* 25. August 1962 in Lisburn, County Antrim, Nordirland) ist ein britischer Rockmusiker. Er ist Musiker der
Hard-Rock-Band Def Leppard und war von Mai 2010 bis 2011 Gitarrist in der Band Thin Lizzy. Bevor er 1992 Mitglied bei Def Leppard wurde, hatte er unter anderem bei Whitesnake, Riverdogs und Shadow King gespielt. Bekannt wurde er zuerst als Gitarrist der Band Dio, der er seit 1982 angehörte. Er ist Co-Autor des Liedes Stars, das 1985 entstand, um für die Opfer der Hungersnot in Äthiopien 1984–1985 Spenden zu sammeln.

## Biografie

### Jugend und frühe Karriere
Campbell wurde 1962 in Lisburn im nordirischen County Antrim geboren und besuchte die Rathmore Grammar School. Im Alter von 12 Jahren begann er, Gitarre zu spielen. Er war Gitarrist der Band Sweet Savage, bevor er sich der von Ronnie James Dio gegründeten Formation Dio anschloss, mit der er international bekannt wurde.

### Sweet Savage
Sweet Savage war eine NWOBHM-Band, zu der Campbell stieß, als er 15 Jahre alt war. Zur Gruppe gehörten neben Campbell der Schlagzeuger David Bates und der Bassist und Sänger Ray Haller. Die Gruppe beeinflusste auch Metallica, die eine Coverversion des Songs „Killing Time“ für ihr Album Garage Inc. aufnahmen. Sweet Savage veröffentlichten 1981 eine EP, die neben vier BBC Radio-Sessions auch ihre erste Single, „Take No Prisoners“, enthielt. B-Seite der Single war „Killing Time“. Campbell verließ die Band im Frühjahr 1983 um als Nachfolger von Jake E. Lee zu Dio zu wechseln. Lee hatte das Angebot angenommen, für den verstorbenen Randy Rhoads in der Band von Ozzy Osbourne zu spielen.
Viel später, in den 1990er Jahren, ergab sich neues Interesse an Sweet Savage, und die Band brachte ein Album ohne Campbells Beteiligung heraus.

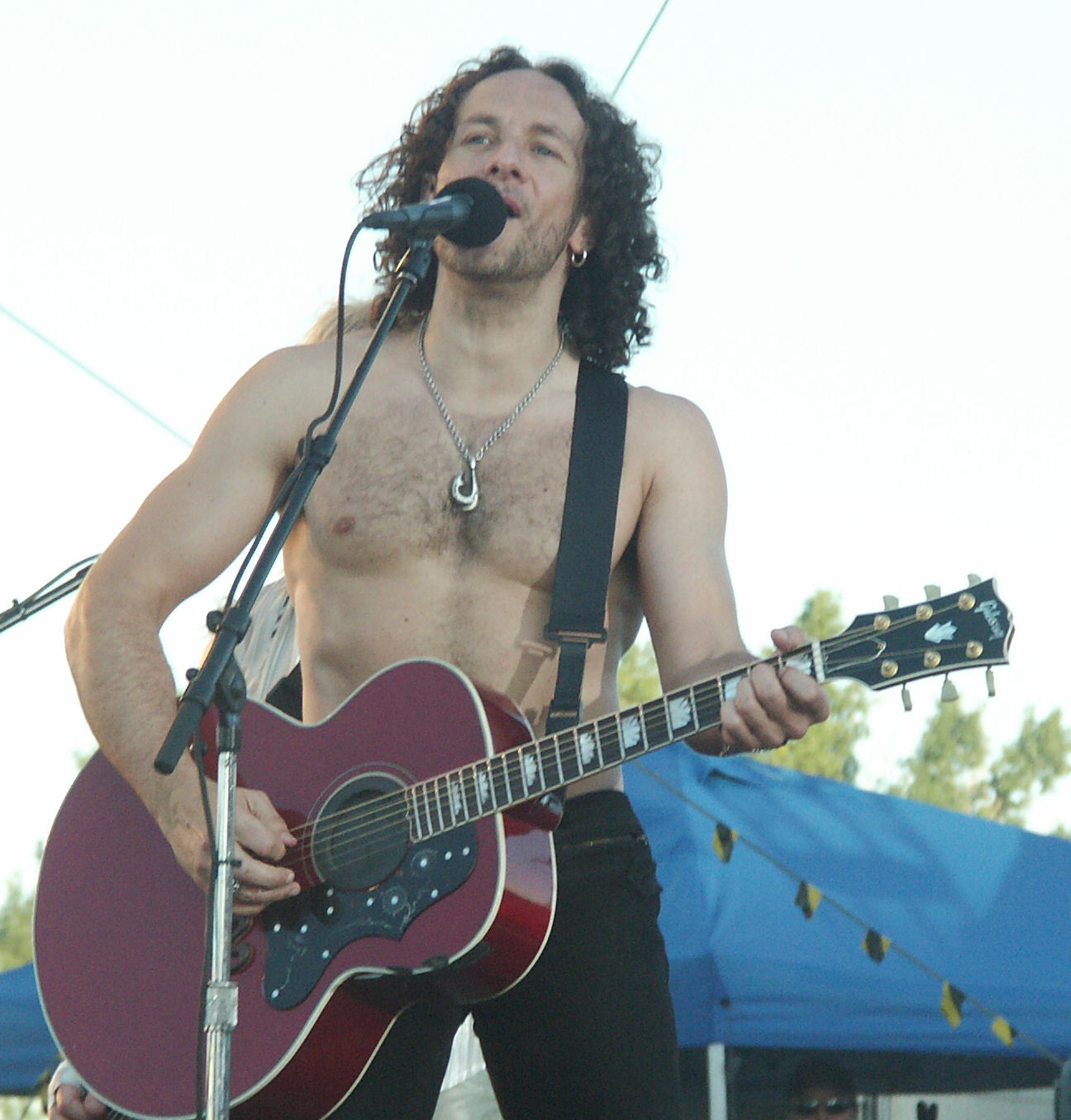
Campbell live 2007

### Dio
Als Campbell zu Dio stieß, hatten Ronnie James Dio, Vinny Appice und der ehemalige Rainbow-Bassist Jimmy Bain die meisten Songs ihres Debütalbums Holy Diver bereits fertiggestellt. Nachdem mit der Verpflichtung von Campbell die weltweite Suche nach einem passenden Gitarristen abgeschlossen worden war, stand nun die erste Besetzung der jungen Band fest. Das Album war erfolgreich, und die Band spielte unter anderem auf dem Monsters of Rock Festival 1983.
Die Band begab sich bald darauf wieder ins Studio, um das zweite Album aufzunehmen, das den Titel The Last in Line bekam und bis auf Platz 23 der US-Album-Charts kletterte. Auch das dritte Album, Sacred Heart, war erfolgreich und erreichte Platz 29 der US-Charts. Es enthielt den Titel „Hungry for Heaven“, der auch auf dem Soundtrack zum Film Vision Quest veröffentlicht wurde. Die Band hatte außerdem „Hide in the Rainbow“ für den Soundtrack zum Film Der stählerne Adler aufgenommen. Dieser Song war der letzte, an dem Campbell mitwirkte. Für die Live-EP Intermission wurden die bereits aufgenommenen Rhythmusgitarren durch Craig Goldy neu eingespielt, Campbells Parts wurden überspielt. Goldy war auch für die Gitarrenparts auf dem einzigen Studiotrack des Albums, „Time to Burn“, verantwortlich. Campbell verließ die Band 1986 und wechselte zu Whitesnake. Craig Goldy wurde kurz darauf als neues Mitglied der Band vorgestellt.
2013 gründete Campbell mit allen Musikern, die auf dem Dio-Album The Last in Line gespielt hatten, die Band Last In Line. Der verstorbene Ronnie James Dio wird dabei von Andrew Freeman, der bereits bei The Offspring, Lynch Mob und Hurricane war, vertreten. Im Januar 2016 verstarb Bassist Jimmy Bain.

### Whitesnake
1987 wurde Campbell Mitglied der britischen Hardrock-Band Whitesnake. Ex-Thin Lizzy und Tygers-of-Pan-Tang-Gitarrist John Sykes schrieb und spielte die Lead- und Rhythmusparts des einfach Whitesnake (USA) bzw. 1987 (Europa) betitelten Albums, war aber nach Abschluss der Aufnahmen von David Coverdale gefeuert worden. Campbell wurde als Ersatz angeheuert und spielte neben Adrian Vandenberg, (Teaser, Vandenberg), Tommy Aldridge (Ozzy Osbourne) und dem Bassisten Rudy Sarzo (Black Oak Arkansas, Quiet Riot). Campbell verließ die Band nach der Welttournee 1987/1988.

### Shadow King
1990 gründete Campbell gemeinsam mit Lou Gramm die Band Shadow King. Die Gruppe veröffentlichte ein Album und bestritt nur ein einziges Konzert, bevor Campbell das Angebot erhielt, bei Def Leppard einzusteigen. Shadow King lösten sich daraufhin auf.

### Def Leppard

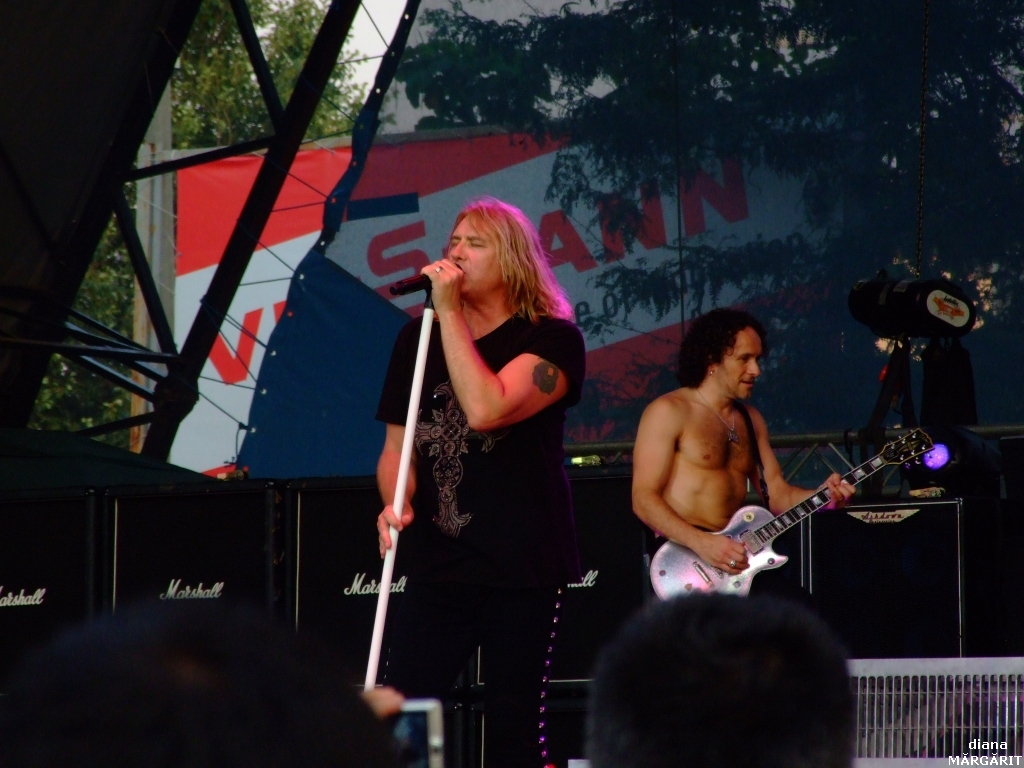
Joe Elliott und Vivian Campbell

Campbell wurde 1992 Mitglied der Gruppe Def Leppard, nachdem deren Album Adrenalize veröffentlicht worden war. Er ersetzte den am 8. Januar 1991 verstorbenen Steve Clark. Seinen ersten Auftritt mit der Gruppe hatte Campbell in einem Club in Dublin vor etwa 600 Zuschauern, nur eine Woche später, am 20. April 1992, trat die Band beim Freddie Mercury Tribute Concert auf. Campbell ist seitdem permanentes Mitglied der Gruppe und nahm mit Def Leppard die Alben Slang, Euphoria, X, Yeah! und Songs from the Sparkle Lounge auf. 2011 erschien das Live-Album Mirror Ball. Seit 2014 wurde Campbell aufgrund seiner Krebserkrankung des Öfteren von Steve Brown (Trixter) vertreten.

### Weitere Projekte
Neben seiner Arbeit mit Def Leppard spielte Campbell auch mit den Bands Clock und Riverdogs. 2005 veröffentlichte er ein Soloalbum mit dem Titel Two Sides Of If, auf dem er zahlreiche Coverversionen seiner liebsten Blues-Songs aufgenommen hat, außerdem enthält das Album auch einen selbstgeschriebenen Blues-Titel. Als Gäste wirken auf dem Album der Gitarrist Billy Gibbons (ZZ Top; „Like It This Way“ & „Willin’ For Satisfaction“), sowie die Sängerin Joan Osborne („Spoonful“) mit. Außerdem war der Schlagzeuger Terry Bozzio an den Aufnahmen beteiligt.
Im September 2010 willigte Campbell ein, mit seiner persönlichen Lieblingsband Thin Lizzy auf Tournee zu gehen. Er wurde kein festes Mitglied der Gruppe, war aber bis Anfang 2011 mit der Band unterwegs. Am 11. Mai 2011 veröffentlichte Campbell auf seiner Website einen von ihm gesungenen kostenlosen Song mit dem Titel „Seems So Real“; weitere Musiker dieser Aufnahme waren Robert Cosio (Rhythmusgitarre, Slide-Gitarre und elektrisches Piano), Lou Castro (Bass) und Mark Shulman (Schlagzeug). Beim neuen Album von Steel Panther, All You Can Eat, das am 28. März 2014 erschien, war Campbell beim Song „Gangbang At the Old Folks Home“ als Gitarrist zu hören.

## Privates
Campbell lebt in Kalifornien und hat zwei Töchter namens Lily Rose und Una Marigold. Er ist regelmäßiger Spieler des Fußball-Clubs Hollywood United F.C., der überwiegend aus Prominenten und ehemaligen Profifußballern besteht.
Im Juni 2013 hat Campbell bekanntgegeben, dass er an Krebs leide und sich einer sechsmonatigen Chemotherapie unterziehen werde. Im Juni 2015 verkündete Campbell, erneut an Krebs erkrankt zu sein.

## Diskografie
Sweet Savage
- „Take No Prisoners“/„Killing Time“ (1981)
- „Whiskey In The Jar“

Dio
- Holy Diver (1983)
- The Last in Line (1984)
- Sacred Heart (1985)
- The Dio E.P. (1986)
- Intermission (1986)

Lou Gramm
- Long Hard Look (1989)

Riverdogs
- Riverdogs (1990)
- World Gone Mad (2011)
- California (2017)

Shadow King
- Shadow King (1991)

Gotthard
- Gotthard (1992)

Def Leppard
- Retro Active (1993)
- Vault: Def Leppard's Greatest Hits (1980–1995) (1995)
- Slang (1996)
- Euphoria (1999)
- X (2002)
- Best of Def Leppard (2004)
- Rock of Ages: The Definitive Collection (2005)
- Yeah! (2006)
- Songs from the Sparkle Lounge (2008)
- Mirror Ball (Live-Album, 2011)
- Def Leppard (2015)

Clock
- Through Time (1998)

Solo
- Two Sides of If (2005)

Last in Line
- Heavy Crown (2016)
- II (2019)